# Racing Football Club Union Lëtzebuerg (femminile)
Il Racing Football Club Union Lëtzebuerg, meglio noto come Racing FC Union Lussemburgo o RFCU Lussemburgo, è una squadra di calcio femminile lussemburghese, sezione dell'omonimo club con sede nella città di Lussemburgo. Milita nella Dames Ligue 1, la massima divisione del campionato lussemburghese femminile di calcio. Istituita alla fondazione del club, nel 2005, nella prima parte della sua storia sportiva ha avviato una collaborazione con il Blo-Wäiss Itzig iscrivendosi come Entente Itzig/RFCU Lëtzebuerg, e con questa denominazione ha disputato, perdendola, la finale della Coppa nazionale di categoria nel 2008. Ha vinto due campionati e due coppe nazionali e disputa gli incontri casalinghi allo Stade Achille Hammerel, impianto dalla capienza di 5 814 spettatori che condivide con la squadra maschile.

## Palmarès

### Competizioni nazionali
- Campionato lussemburghese femminile: 5

2020-2021, 2021-2022, 2022-2023, 2023-2024, 2024-2025
- Coppa del Lussemburgo femminile: 5

2020-2021, 2021-2022, 2022-2023, 2023-2024, 2024-2025

### Altri piazzamenti
- Coppa del Lussemburgo femminile:

Finalista: 2007-2008

## Organico

### Rosa 2022-2023
Rosa, ruoli e numeri di maglia come da sito UEFA e sito ufficiale, aggiornati al 15 agosto 2022.
| N. |                        | Ruolo | Calciatrice                |
| -- | ---------------------- | ----- | -------------------------- |
| 2  | Lussemburgo (bandiera) | D     | Claudia Veloso             |
| 4  | Lussemburgo (bandiera) | D     | Betty, Sabine Noel         |
| 6  | Lussemburgo (bandiera) | C     | Marta Estevez Garcia       |
| 7  | Francia (bandiera)     | D     | Chaïmae Lahmadi            |
| 8  | Lussemburgo (bandiera) | C     | Océane Lopes Monteiro      |
| 9  | Camerun (bandiera)     | A     | Marlyse Ngo Ndoumbouk      |
| 10 | Lussemburgo (bandiera) | D     | Kimberley Dos Santos       |
| 11 | Lussemburgo (bandiera) | A     | Gabriela De Lemos          |
| 14 | Francia (bandiera)     | D     | Leuko Yvonne               |
| 16 | Francia (bandiera)     | P     | Alésia Falentin            |
| 17 | Francia (bandiera)     | A     | Elodie Martins             |
| 18 | Lussemburgo (bandiera) | D     | Amélie Albrand             |
| 19 | Francia (bandiera)     | C     | Tracy Lina Marie Cammarata |

| N. |                        | Ruolo | Calciatrice                     |
| -- | ---------------------- | ----- | ------------------------------- |
| 20 | Francia (bandiera)     | D     | Catherine Thony                 |
| 21 | Germania (bandiera)    | A     | Karoline Kohr                   |
| 22 | Lussemburgo (bandiera) | A     | Kim Olafsson                    |
| 23 | Francia (bandiera)     | A     | Julie Wojdyla                   |
| 24 | Islanda (bandiera)     | C     | Sara Ármannsdóttir              |
| 25 | Francia (bandiera)     | P     | Andrea Ginette Elisabeth Burtin |
| 26 | Lussemburgo (bandiera) | D     | Delcy Monteiro                  |
| 29 | Francia (bandiera)     | D     | Lina Boussif                    |
| 28 | Lussemburgo (bandiera) | A     | Catarina Lavinas Teixeira       |
| 31 | Irlanda (bandiera)     | A     | Aoibhe Mary Moran               |
| 32 | Irlanda (bandiera)     | A     | Clodagh Anne Moran              |
| 95 | Francia (bandiera)     | D     | Alexia Richards                 |
| 99 | Lussemburgo (bandiera) | A     | Edina Kocan                     |